# آ باکسا لیمیا
آ باکسا لیمیا (به اسپانیایی: A Baixa Limia) در اسپانیا با جمعیت ۹٬۲۴۵ نفر است که در گالیسیا واقع شده‌است.